# 龙桥乡 (仁寿县)
龙桥乡，是中华人民共和国四川省眉山市仁寿县曾经下辖的一个乡。2019年12月，撤销龙桥乡，将其所属行政区域划归龙马镇管辖。

## 行政区划
龙桥乡撤销前下辖以下地区：
狮岭村、爱群村、尖柏村、君台村、东林村、铧匠村、星竹村、宝台村、江西村、普唐村和双丰村。